# Andrej Nuzjdinov
Andrej Nuzjdinov är en rysk bandyspelare och -tränare, som för närvarande tränar Dynamo Moskva. Han har bland annat spelat i Dynamo Moskva, Ale-Surte BK, Ready, och Kalix Bandy, som han även tränade. Han har även tränat HK Zorkij.